# Фортунато, Серхио
Серхио Элио Анхель Фортунато (исп. Sergio Elio Ángel Fortunato; 23 октября 1956, Мар-дель-Плата) — аргентинский футболист, нападающий. Игрок сборной Аргентины.

## Карьера
Фортунато начал свою профессиональную карьеру в 1972 году в клубе «Кимберли де Мар-дель-Плата». Он был в составе этой команды до 1974 года, когда перешёл в «Альдосиви». После одного сезона в клубе он до 1980 года меняет несколько аргентинских клубов. Самые успешные сезоны он проводит с «Эстудиантесом», в составе которого он становится лучшим бомбардиром чемпионата Метрополитано 1979 года вместе с Марадоной.
В 1980 году он переходит в Европу, где присоединяется к итальянской «Перуджи». Проведя один сезон в Италии, он переходит в испанский «Лас-Пальмас», где сыграет всего в 18 играх за 2 сезона. После этого он подписывает контракт с австрийским «Фаворитеном».
После одного сезона в Австрии он возвращается в Аргентину снова играть за «Эстудиантес», а по окончании сезона он завершает карьеру игрока.

## Сборная
Фортунато с 1978 года вызывался в состав сборной Аргентины, в составе он участвовал в Кубок Америки 1979 года.
В общей сложности Серхио Фортунато сыграл за сборную 15 игр, в которых он забил 7 голов.